# Браггиссер, Филлип
Филип Браггиссер (дат. Phillip Bruggisser; род. 7 августа 1991, Рёдовре, Копенгаген) — датский хоккеист, защитник.

## Карьера
Начинал свою карьеру в датской команде "Эсбьерг Энерджи". В 21 год защитник переехал в Швецию, где несколько лет он выступал за клубы низших лиг. После возвращения в Данию Брагиссер выиграл титул чемпионат страны вместе с "Эсьбергом". С 2018 года по 2020 год он выступал за коллектив Немецкой хоккейной лиги "Крефельд Пингвин". Уже в дебютном сезоне за него Брагиссер стал капитаном команды.

## Сборная
Филип Браггиссер играл за юношеские и молодежную сборные страны. С 2011 года он вызывается в сборную Дании. В 2014 году защитник дебютировал на Чемпионате мира по хоккею с шайбой в Белоруссии

## Семья
Старший брат Филипа — Патрик Браггиссер (род. 1989) также является хоккеистом.

## Достижения
- Чемпион Дании: 2016/17.